# John Perry Barlow
John Perry Barlow (Wyoming, 3 d'octubre de 1947 - San Francisco, Califòrnia, 7 de febrer de 2018) fou un poeta, assagista, i ramader estatunidenc retirat a Wyoming, activista polític que ha estat a vegades associat tant amb el partit Demòcrata com amb el Republicà, així com en l'articulació de moltes solidaritats polítiques llibertàries. Va ser ex-lletrista de la banda Grateful Dead. També fou conegut per ser un ciberllibertari i com un dels membres fundadors de la Electronic Frontier Foundation. Des de maig de 1998 fou membre del «Berkman Center» de la Harvard Law School Center for Internet and Society.
També fou conegut per ser l'autor del text Una declaració d'independència del ciberespai.